# Hoštice-Heroltice
Obec Hoštice-Heroltice se nachází v okrese Vyškov v Jihomoravském kraji. Žije zde 627 obyvatel. Tvoří ji dvě části, Hoštice a Heroltice.

## Historie
První písemná zmínka pochází z roku 1398. Vlastní obec ale vznikla až v roce 1942 sloučením původně samostatných Hoštic a Heroltic. Od 1. ledna 1986 do 23. listopadu 1990 byly obě součástí města Vyškov, poté se opět osamostatnily a tvoří jednu obec.

## Obyvatelstvo

### Struktura
V obci k počátku roku 2016 žilo celkem 605 obyvatel. Z nich bylo 318 mužů a 287 žen. Průměrný věk obyvatel obce dosahoval 41,3 let. Dle Sčítání lidu, domů a bytů, provedeného v roce 2011, žilo v obci 546 lidí. Nejvíce z nich bylo (16,3 %) obyvatel ve věku od 30 do 39 let. Děti do 14 let věku tvořily 15,8 % obyvatel a senioři nad 70 let úhrnem 6,4 %. Z celkem 460 občanů obce starších 15 let mělo vzdělání 43 % střední vč. vyučení (bez maturity). Počet vysokoškoláků dosahoval 7,8 % a bez vzdělání bylo naopak 0,2 % obyvatel. Z cenzu dále vyplývá, že ve městě žilo 267 ekonomicky aktivních občanů. Celkem 86,9 % z nich se řadilo mezi zaměstnané, z nichž 75,7 % patřilo mezi zaměstnance, 0,7 % k zaměstnavatelům a zbytek pracoval na vlastní účet. Oproti tomu celých 48 % občanů nebylo ekonomicky aktivní (to jsou například nepracující důchodci či žáci, studenti nebo učni) a zbytek svou ekonomickou aktivitu uvést nechtěl. Úhrnem 232 obyvatel obce (což je 42,5 %), se hlásilo k české národnosti. Dále 158 obyvatel bylo Moravanů a 2 Slováků. Celých 263 obyvatel obce však svou národnost neuvedlo.
Vývoj počtu obyvatel za celou obec i za jeho jednotlivé části uvádí tabulka níže, ve které se zobrazuje i příslušnost jednotlivých částí k obci či následné odtržení.
| Místní části (rok přičlenění k obci) | Místní části (rok přičlenění k obci) | 1869 | 1880 | 1890 | 1900 | 1910 | 1921 | 1930 | 1950 | 1961 | 1970 | 1980 | 1991 | 2001 | 2011 |
| ------------------------------------ | ------------------------------------ | ---- | ---- | ---- | ---- | ---- | ---- | ---- | ---- | ---- | ---- | ---- | ---- | ---- | ---- |
| Počet obyvatel                       | část Heroltice (1949)                | 272  | 293  | 306  | 326  | 373  | 353  | 338  | 356  | 325  | 311  | 337  | 373  | 378  | 352  |
| Počet obyvatel                       | část Hoštice                         | 345  | 370  | 353  | 398  | 406  | 385  | 364  | 300  | 328  | 292  | 220  | 161  | 177  | 194  |
| Počet obyvatel                       | celá obec                            | 617  | 663  | 659  | 724  | 779  | 738  | 702  | 656  | 653  | 603  | 557  | 534  | 555  | 546  |
| Počet domů                           | část Heroltice (1949)                | 59   | 59   | 60   | 62   | 68   | 69   | 74   | 91   | 169  | 93   | 100  | 124  | 132  | 138  |
| Počet domů                           | část Hoštice                         | 61   | 65   | 67   | 70   | 73   | 73   | 77   | 80   | -    | 80   | 72   | 80   | 83   | 84   |
| Počet domů                           | celá obec                            | 120  | 124  | 127  | 132  | 141  | 142  | 151  | 171  | 169  | 173  | 172  | 204  | 215  | 222  |

## Galerie

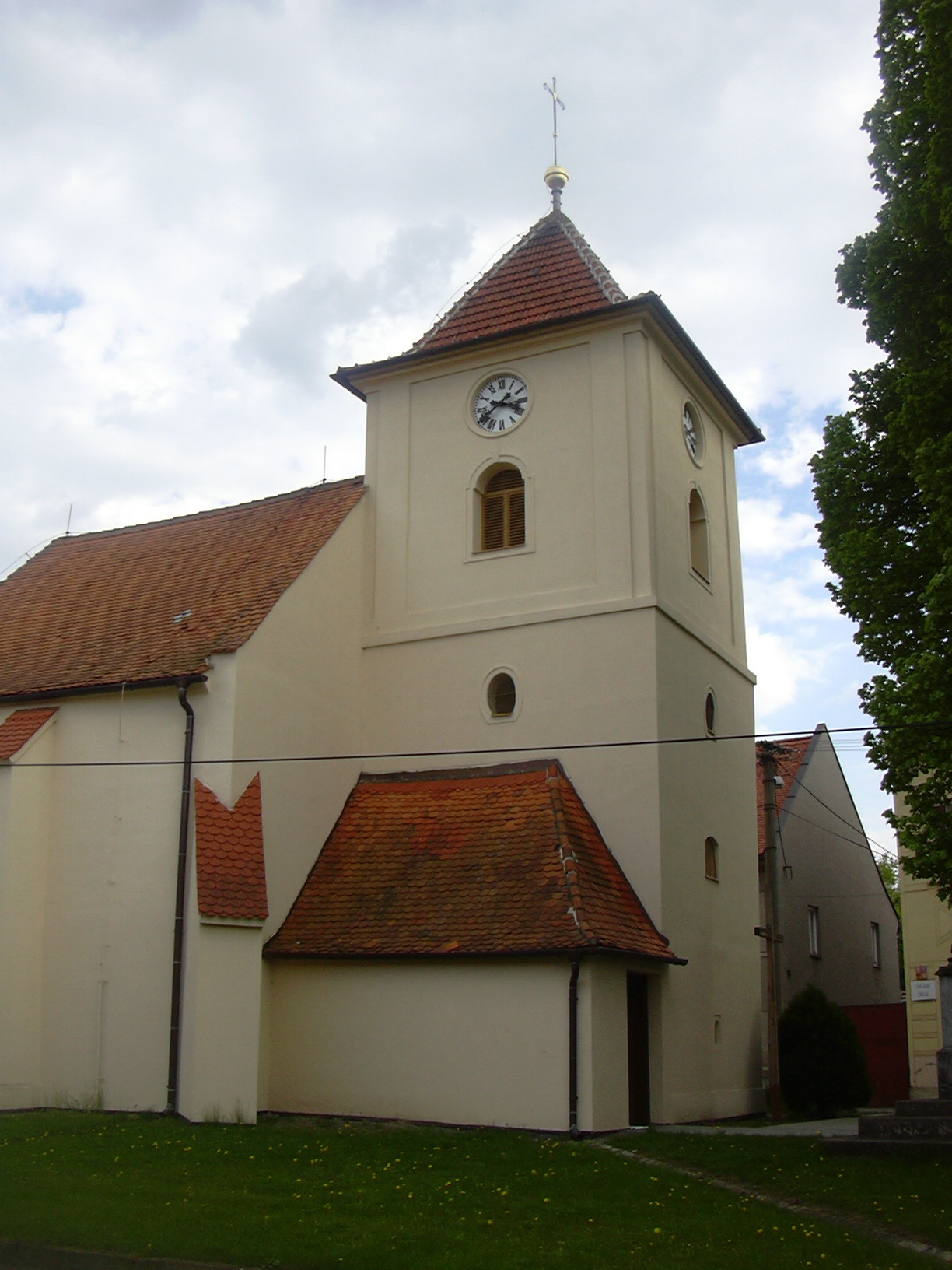
Kostel sv.Jana Křtitele v Hoštici
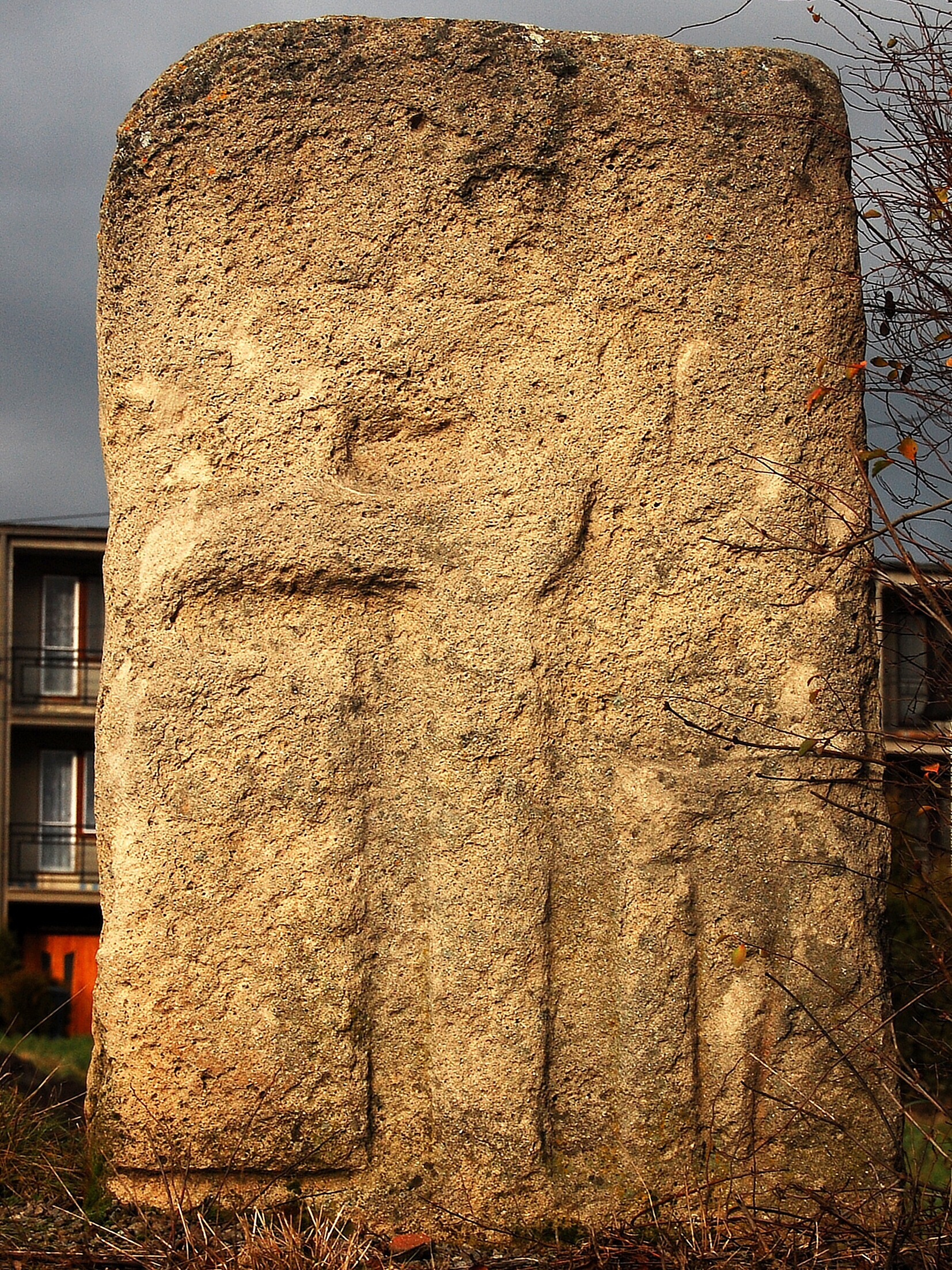
Smírčí kámen v Herolticích

## Doprava
Územím obce prochází dálnice D1 a silnice I/47 v úselu Vyškov – Kroměříž. Dále tudy vedou i silnice III. třídy:
- III/4285 Heroltice – Rybníček
- III/4286 ze silnice I/47 přes Hoštice do Heroltic

## Osobnosti
- Klement Gottwald (1896–1953), první komunistický prezident ČSR
- Pavel Zedníček (* 1949), herec
- Milan Petržela (* 1983), fotbalista